# Лапочкин, Сергей Сергеевич
Серге́й Серге́евич Ла́почкин (род. 28 апреля 1981, Ленинград) — российский футбольный судья, имеет категорию ФИФА. Обслуживал матчи чемпионата России.
Сын судьи и инспектора Сергея Лапочкина.

## Карьера
Судейскую карьеру Сергей Лапочкин начал в 1995 году. С 1998 года был помощником судьи в КФК, а с 2000 — главным. Работал на матчах турнира дублёров, второго и первого дивизионов.
В Премьер-лиге в качестве главного судьи дебютировал 17 апреля 2011 года в матче 5-го тура «Локомотив» Москва — «Волга» Нижний Новгород (1:0). Лапочкин показал по одной жёлтой карточке.
27 ноября 2014 года дебютировал в групповом раунде Лиги Европы в матче группы D «Астра» Джурджу (Румыния) — «Динамо» Загреб (Хорватия) — 1:0.
19 июля 2017 года дебютировал в Лиге чемпионов в матче 2-го квалификационного раунда между австрийским «Зальцбургом» и мальтийским «Хиберниансом».
17 мая 2019 года был назначен на финал Кубка России между «Локомотивом» и «Уралом», матч состоялся 22 мая в Самаре на стадионе «Самара Арена» и закончился со счетом 1:0 в пользу «Локомотива».
По итогам сезона 2018/19 Лапочкин стал лучшим арбитром по версии РФС.

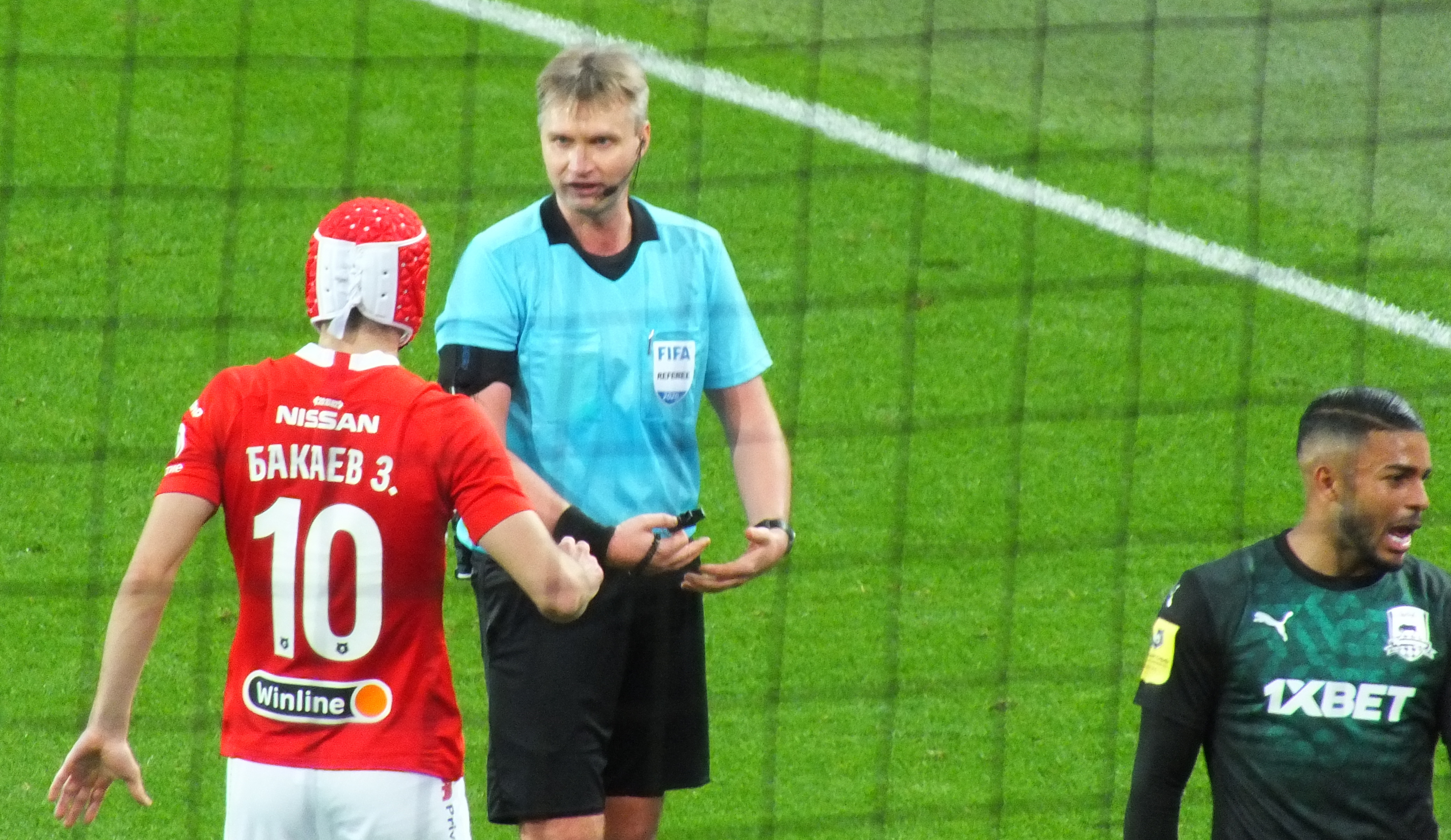
Сергей Лапочкин в матче «Спартак» — «Краснодар» чемпионата России 2019/20

5 июля 2019 года был назначен на матч Суперкубка России между «Зенитом» и «Локомотивом», матч состоялся 6 июля на стадионе «ВТБ Арена» и закончился победой московской команды со счетом 2:3.
9 июня 2021 года был отстранён от футбольной деятельности на 10 лет решением УЕФА в связи с неинформированием УЕФА о контакте с ним неизвестных лиц с целью влияния на результат матча отборочного раунда Лиги Европы-2018/19 «Вентспилс» — «Бордо».
Сотрудник администрации ОФФ «Северо-Запад» — спортивный менеджер.

## Образование
Окончил Российский государственный педагогический университет имени А. И. Герцена.